# Steenhouwershuis

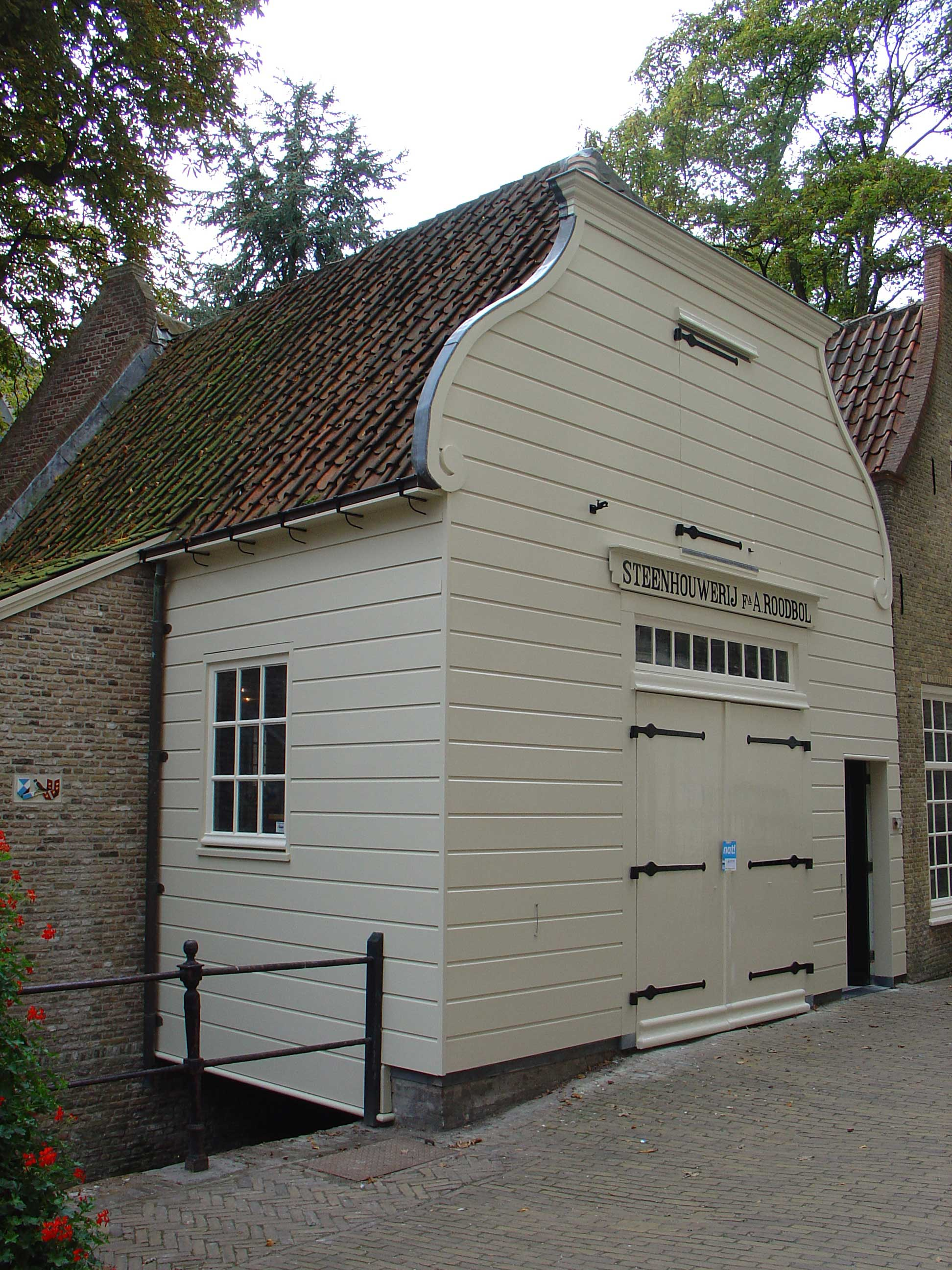
Het Steenhouwershuis aan de Achter de Kerk te Gouda

Het Steenhouwershuis is een monumentaal pand aan de Achter de Kerk in Gouda. Oorspronkelijk was het in het gebruik als stal, staande in de achtertuin van Oosthaven 5-6.
Het Steenhouwershuis is gebouwd rond 1800. Enkele generaties van de steenhouwersfamilie Roodbol oefenden hun beroep in dit pand uit. In de tachtiger jaren van de 20e eeuw werd het huis gerestaureerd. Leerlingen van de toenmalige school voor beroepsonderwijs De Rietgors verleenden assistentie bij deze restauratie.
Het pand heeft een houten klokgevel versierd met voluten en is erkend als rijksmonument. Het is een van de weinige houten bouwwerken van de stad Gouda. Ook vroeger werd nabij de St.-Janskerk het beroep van steenhouwer in praktijk gebracht. De stadsbeeldhouwer Gregorius Cool had in het begin van de 17e eeuw zijn werkplek aanvankelijk in de Sint-Janskerk en later in achtereenvolgens een muurhuis aan de noordzijde en, vanaf 1617, aan de zuidzijde van de Achter de Kerk. De veronderstelling dat Cool op de plek van het huidige Steenhouwershuis zijn werkplaats had bleek na onderzoek niet juist te zijn. Een van de beeldhouwwerken van Cool, het Lazaruspoortje, bevindt zich sinds de verplaatsing in 1965, direct naast het Steenhouwershuis.
Steenhouwerij A. Roodbol verhuisde naar de Marconistraat. Sinds 2007 is het in gebruik bij kunstenaarsvereniging De Firma van Drie. 

## Zie ook

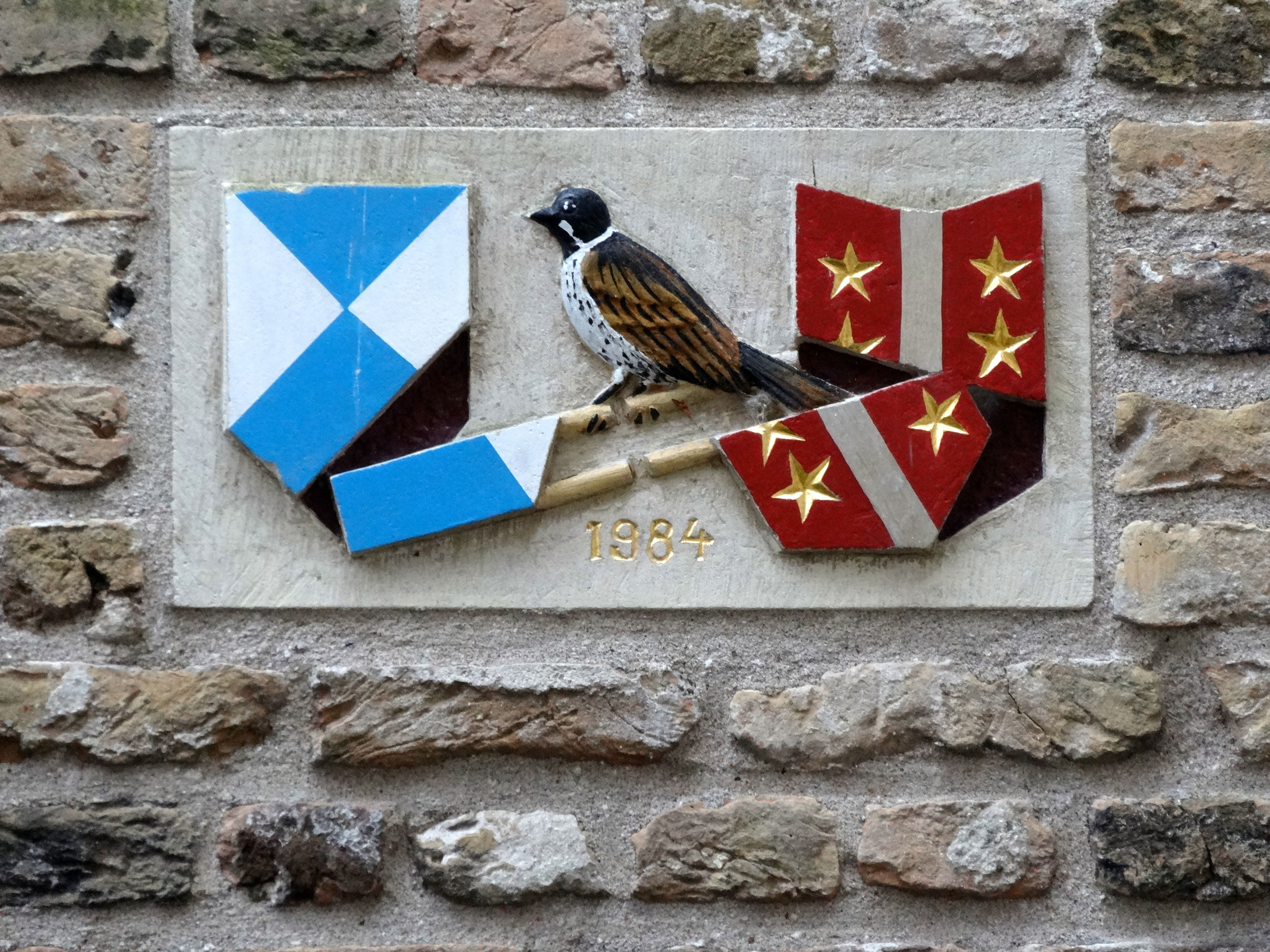
Gevelsteen met een rietgors ter herinnering aan de restauratie met behulp van leerlingen van De Rietgors (1984)